# Pierre Dandoy
Pierre Dandoy (27. ledna 1922 Namur – 17. února 2003) byl belgický humanistický fotograf.

## Životopis
Pierre Dandoy se narodil 27. ledna 1922 v Bomelu, oblíbené čtvrti Namuru. Je nejstarším synem Idy Laverdureové a Alberta Dandoye (1885–1977), malíře a profesora na Akademii výtvarných umění v Namuru. Díky vlivu svého otce začal mít kladný vztah k výtvarnému umění. Pozoroval svého otce při malování, během kterého pozoroval každé gesto. Zájem, který Alberta přesvědčil, aby ho v roce 1937 zapsal do své školy v rue du Lombard, kde dával lekce malby. Právě v této institucii po dobu pěti let rozvíjel své umělecké nadání prostřednictvím přístupu k různým technikám, jako je manipulace s barvami nebo práce se sádrovými modely. Mezi učiteli se opíral o vlastního otce, který ho uvedl na venkov. Zároveň se vyučil ve fotografii díky svému strýci a amatérskému fotografovi Louisi Laverdureovi.
Po dětství poznamenaném prvními uměleckými krůčky a po smrti jeho mladšího bratra, mladého Alberta, v sedmi letech, začala druhá světová válka. V roce 1940 se rozhodl vstoupit do belgické armády, která ho vyslala do Arden a Albertova kanálu, ale také do marocké Udžy v blízkosti Atlasu a Sahary. Tento poslední pobyt na severoafrickém území byl pro něj synonymem objevů a vzbudil v něm chuť cestovat. Na konci srpna se připojil k Francii, aby ho repatrioval François Bovesse, guvernér Namuru, odpovědný za repatriaci Belgičanů do země.

Rytina, 1943 (rodinná sbírka Dandoyových)

Zpět v Namuru Pierre pokračoval ve studiu na Beaux-Arts, které dokončil v roce 1942. Téhož roku odjel díky jedné ze svých učitelek Yvonne Gérard do Paříže, aby se setkal s malířem Pablem Picassem, který souhlasil s jeho přijetím ve svém ateliéru v Grands Augustins. Po této schůzce mu zbývaly ještě dva měsíce ve francouzské metropoli, kde našel práci promítače ve studiích kina Chaumont. Příležitost, která mu dala příležitost seznámit se s technikou fotografie. Následující rok střídal rytinu a malbu a objevil vášeň pro portréty, které byly zdrojem grafického výzkumu.
V roce 1944 narukoval jako dobrovolník do Německa a před demobilizací v Bourg-Léopold dosáhl přeložení k 10. střeleckému praporu. Když se přestěhoval do Belgie, brzy získal práci jako designér vitráží ve společnosti mistra skláře Ignace Van De Capelle. Příležitost pro něj opravit vitráže kostelů zničených během bombardování. Tato činnost ho vedla k tomu, že ho najal Georges Lambeau, ředitel Akademie výtvarných umění v Namuru, aby tam vyučoval keramiku a barevné sklo. Až do roku 1950 udržoval profesorskou tradici Dandoyů, zatímco sledoval kurzy Pierra Caille na vyšší škole dekorativních umění v La Cambre.

Les Bohémiens, 1952 (rodinná sbírka Dandoy)

V roce 1951 narukoval, vyzbrojen svým prvním fotoaparátem, Leica, jako dobrovolník, aby se připojil k Fusanu uprostřed korejské války. Během cesty byl přijat do služebních informací majora generálního štábu, kterého vyfotografoval v rozhovoru s generálem MacArthurem. Tato cesta pro něj byla příležitostí procvičit si válečnou fotografii. Krátce poté přijal místo fotografa v kinematografických službách armády v Bruselu, kde si prohloubil své znalosti o různých technikách fotografie. Jeho vášeň pro obraz byla taková, že získával nejlepší fotoaparáty své doby.: Rolleiflex, Hasselbald, Nikon nebo Nikkormat. Během tohoto desetiletí také produkoval cyklus Les Bohémiens, sérii portrétů věnovaných cestovatelům ve Woluwe-Saint-Lambert.

V armádě po svém jmenování odborným seržantem v roce 1955 doprovázel výzkumníka z Ústavu přírodních věd na expedici do konžské oblasti Banana. Během této půlroční cesty fotografoval flóru a faunu ústí konžské řeky. Tato mise na území střední Afriky mu také dala privilegium setkat se s belgickým králem Baudouinem.
Dne 1. srpna 1959 odešel z armády a začal pracovat jako fotoreportér pro deník La Meuse Namur. Prozkoumal každý kout provincie, aby odhalil historii a ekonomickou aktivitu této lokality. Následně, na pozvání Gustava Maisona, ředitele novin, v roce 1968 vstoupil do Société Belge de Publicité et de Distribution de Bruxelles. Během tohoto roku byla jedna z jeho fotografií vybrána do národní reklamní kampaně na cigarety Saint-Michel. Fotografie zveřejněná v belgickém tisku představuje slavný zelený balíček upevněný na obloze z citadely Namur, kde se objevil ohňostroj.
V roce 1973 mu byla v Rops Gallery věnována první výstava obsahující sérii Isabelle. Tato série fotografií, na kterých je jeho partnerka a modelka Isabelle Pajot, přilákala četné návštěvy a dočkala se nadšených recenzí. O deset let později výstava pokračovala v galerii Rez-de-chussée 28, která se nachází na Rue Fumal v Namuru. Společnost Crédit Communal zorganizovala výstavu jeho fotografií kostelů v Namuru a regionu Dinant.
V roce 1976 mu byla diagnostikována virová hepatitida, kterou se nakazil během fotografického výletu do Indie, což ho na několik měsíců připoutalo doma. Aby se v tomto období rekonvalescence rozptýlil, pokračoval v pastelu a experimentoval s kolážemi s jasným smyslem pro rytmus a kompozici.
V roce 1985, uznávaný jako jedna ze vzpomínek na město Namur, byl fotograf oceněn cenou C. C. W. Gaillarde d'Argent, která byla před 24 lety udělena jeho zesnulému otci Albertovi za celoživotní práci. Později byl titulován jako „děkan fotografie v Namuru" králi Albertu II. při jedné z jeho návštěv ve valonském hlavním městě.
Na konci 80. let se Pierre Dandoy během tiskové prezentace mladé taneční skupiny Archipel Sud setkal s mladou italskou tanečnicí Danielou Lucou. Z tohoto setkání mu v roce 1993 věnoval ve spolupráci s Julosem Beaucarnem na textu sbírky fotografií se střízlivým názvem Daniela, kterou vydalo Magermans S. A. Andenne.
Od 28. dubna do 27. května 1990 byl Pierreův repertoár v centru pozornosti během výstavy konané v Maison de la Culture v provincii Namur (současná Delta). Z této události, která sledovala 40 let fotografovy činnosti, je i knížka Fotografie Pierre Dandoy 1950-1990, vydanou také vyd. Magermans.

Fêtes de Wallonie (rodinná kolekce Dandoyových)

V roce 2000 se spojil s historikem Jacquesem Vandenbrouckem, aby publikoval dílo s názvem 40 let valonských festivalů v Namuru (1960-2000). Kolekce, která pro noviny vybírá nejlepší snímky pořízené umělcem od roku 1959 Meuse-Namur. Každá jeho fotografie svědčí o měkké, bouřlivé a naivní atmosféře tohoto každoročního festivalu. Fotograf skutečně 40 let úzce spolupracoval s různými přímými účastníky těchto slavností, až si získal jejich pozornost a důvěru.
Pierre Dandoy zemřel v Namuru 17. února 2003 a zanechal za sebou rozsáhlý fotografický repertoár, který svědčí o kráse jeho města a zásluhách těch, kteří jej oživili. Všechny jeho práce jsou nyní (2020) uloženy ve Státním archivu v Namuru.

### Soukromý život
V roce 1943 se Pierre Dandoy poprvé oženil s Jeannou Salentiny (1924–2018), malířkou a bývalou studentkou svého otce. Z tohoto svazku se narodily čtyři děti: Bernard, Françoise, který zemřel nešťastnou náhodou ve 20 letech, David, který zemřel v roce 1991 a Catherine Dandoy.
Při druhé svatbě se oženil s Paulette Lagrangeovou, která mu dala dceru Sophii Dandoyovou, než navázal o deset let později vztah s Isabellou Pajot, svou múzou a modelkou, které věnoval výstavu s názvem 10 let fotografie. Z tohoto pouta se narodila Jeanne Dandoy, herečka, režisérka, režisérka a spisovatelka.

## Výstavy

Autoportrét (rodinná sbírka Dandoyových)

- 1967: Cinq portraits d'artistes, Maison de la Culture de la Province de Namur (Pět portrétů umělců, Dům kultury provincie Namur)
- 1973: 10 ans de photographie: Isabelle (10 let fotografie: Isabelle), galerie Rops, Namur
- 1979: Exposition de pastels à la «Triennale des artistes de la province de Namur», Hôtel de Ville de Bruxelles (Výstava pastelů na Trienále umělců provincie Namur, bruselská radnice).
- 1980: Mon père en 100 photos (Můj otec na 100 fotografiích), Maison de la Culture de la Province de Namur
- 1983: 10 ans de photographie: Isabelle (10 let fotografie: Isabelle), ASBL Rez de chaussée 28. Rue Fumal, 28. Namur
- 1988: Rétrospective des fêtes de Wallonie (Retrospektiva valonských festivalů), Maison de la Culture de la Province de Namur
- 1990: Pierre Dandoy photographie 1950-1990, Maison de la Culture de la Province de Namur